# أوين كوكس
أوين كوكس (بالإنجليزية: Owen Cox)‏ هو سياسي أسترالي، ولد في 21 يناير 1866، وتوفي في 30 يوليو 1932 بسبب مرض. انتخب عضو المجلس التشريعي نيو ساوث ويلز.